# Chow Kwong Wing
Chow Kwong Wing (鄒廣榮; ur. 17 marca 1986 w Hongkongu) – chiński wioślarz, reprezentant Hongkongu w wioślarskiej dwójce podwójnej wagi lekkiej podczas Letnich Igrzysk Olimpijskich w Pekinie.

## Osiągnięcia
- Igrzyska Olimpijskie – Pekin 2008 – dwójka podwójna wagi lekkiej – 16. miejsce[1].